# Lacestades
En la mitología griega Lacestades (en griego antiguo Λακεστάδης) fue el último de los reyes de Sición, hijo de Hipólito. Al igual que su padre, reinó como súbdito de Agamenón. Durante su reinado los Heráclidas volvieron al Peloponeso, atacando Sición por la noche y haciéndose amos de la ciudad. Pero su líder, Falces, compartió el trono con Lacestades, ateniéndose a que éste también era descendiente de Heracles. El ataque de los Heráclidas se correspondería con la invasión de los dorios, que hicieron de Sición un territorio más de Argos, como en tiempos de Adrasto. Con Lacestades acaban, pues, los tiempos de Sición como ciudad libre.
| Predecesor: Hipólito | Reyes de Sición | Sucesor: Falces y Lacestades |